# Шолом-Дов-Бер
Шолом-Дов-Бер Шнеерсон (Рашаб; 24 октября [5 ноября] 1860, Любавичи, Могилёвская губерния — 21 марта 1920, Ростов-на-Дону, Всевеликое Войско Донское, РСФСР) — 5-й любавичский ребе из династии Шнеерсонов.

## Биография
В 1897 году создал в Любавичах хасидскую семинарию «Томхей тмимим». Способствовал распространению идей хасидизма среди грузинских евреев. Критически отнёсся к зарождающемуся среди евреев движению сионизма, однако способствовал освоению евреями Палестины, учредив хасидскую семинарию в Хевроне.
В 1915 году вынужден был покинуть Любавичи в связи с наступлением немецкой армии и переселиться в Ростов-на-Дону, где и умер. Благодаря его деятельности любавичское течение стало доминировать в движении Хабад.
Имя Довбер (ивр. דובער‎) в переводе означает медведь (от слов Дов на иврите и Бер, идиш בער‎).